# Vânătoarea (film)
Vânătoarea (daneză Jagten) este un film danez din 2010 regizat de Thomas Vinterberg și avându-l în rol principal pe Mads Mikkelsen. Filmul a fost vizionat la Festivalul Internațional de la Toronto 2012 și a concurat la Festivalul de Film de la Cannes din 2012, unde Mikkelsen a câștigat premiul pentru Cel mai bun actor pentru rolul său. Filmul a fost nominalizat la Premiul Oscar pentru cel mai bun film străin. De asemenea, a fost nominalizat la aceeași categorie la Globul de Aur 2013.

## Synopsis
Într-un orașel danez de provincie, Lucas, educator de grădiniță (Mads Mikkelsen) este suspectat pe nedrept de pedofilie. Aproape întreaga comunitate se întoarce violent împotriva lui, Lucas devine un proscris și experimentează diverse forme ale calvarului social.

## Distribuția
- Mads Mikkelsen ca Lucas
- Alexandra Rapaport ca Nadja, prietena lui Lucas
- Thomas Bo Larsen ca Theo, prieten al lui Lucas
- Lasse Fogelstrøm ca Marcus, fiul lui Lucas
- Susse Wold ca Grethe
- Lars Ranthe ca Bruun, fratele lui Lucas
- Anne Louise Hassing ca Agnes, soția lui Theo
- Bjarne Henriksen ca Ole
- Annika Wedderkopp ca Klara, fiica lui Theo
- Ole Dupont ca Godsejer

## Premii
| Premiu                                               | Data ceremoniei   | Categorie                               | Premiat                                | Rezultat     |
| ---------------------------------------------------- | ----------------- | --------------------------------------- | -------------------------------------- | ------------ |
| Academy Awards                                       | 2 martie 2014     | Cel mai bun film străin                 |                                        | Nominalizare |
| Alliance of Women Film Journalists                   | 19 decembrie 2013 | Cel mai bun film străin                 | Thomas Vinterberg                      | Câștigat     |
| British Academy Film Awards                          | 10 februarie 2013 | Cel mai bun film străin                 |                                        | Nominalizare |
| British Independent Film Awards                      | 9 decembrie 2012  | Cel mai bun film străin                 | Thomas Vinterberg                      | Câștigat     |
| Bodil Awards                                         | 1 februarie 2014  | Cel mai bun film danez                  |                                        | Câștigat     |
| Bodil Awards                                         | 1 februarie 2014  | Cel mai bun actor                       | Mads Mikkelsen                         | Câștigat     |
| Bodil Awards                                         | 1 februarie 2014  | Cel mai bun actor în rol principal      | Thomas Bo Larsen                       | Nominalizare |
| Bodil Awards                                         | 1 februarie 2014  | Cel mai bun actor în rol principal      | Lars Ranthe                            | Nominalizare |
| Bodil Awards                                         | 1 februarie 2014  | Cea mai bună actriță                    | Anne Louise Hassing                    | Nominalizare |
| Bodil Awards                                         | 1 februarie 2014  | Cea mai bună actriță                    | Susse Wold                             | Câștigat     |
| Bodil Awards                                         | 1 februarie 2014  | Cea mai bună scenografie                | Charlotte Bruus Christensen            | Câștigat     |
| Festivalul de Film de la Cannes                      | 27 mai 2012       | Cel mai bun actor                       | Mads Mikkelsen                         | Câștigat     |
| Festivalul de Film de la Cannes                      | 27 mai 2012       | Prize of the Ecumenical Jury            | Thomas Vinterberg                      | Câștigat     |
| Festivalul de Film de la Cannes                      | 27 mai 2012       | Premiul Vulcan                          | Charlotte Bruus Christensen            | Câștigat     |
| Festivalul de Film de la Cannes                      | 27 mai 2012       | Palme d'Or                              | Thomas Vinterberg                      | Nominalizare |
| Chicago Film Critics Association Awards              | 16 decembrie 2013 | Cel mai bun film străin                 |                                        | Nominalizare |
| Critics' Choice Awards                               | 16 ianuarie 2014  | Cel mai bun film străin                 |                                        | Nominalizare |
| Dallas–Fort Worth Film Critics Association           | 16 decembrie 2013 | Cel mai bun film străin                 |                                        | Nominalizare |
| Satellite Awards                                     | 23 februarie 2014 | Cel mai bun film străin                 |                                        | Nominalizare |
| European Film Awards                                 | 1 decembrie 2012  | Cel mai bun film                        | Thomas Vinterberg                      | Nominalizare |
| European Film Awards                                 | 1 decembrie 2012  | Cel mai bun regizor                     | Thomas Vinterberg                      | Nominalizare |
| European Film Awards                                 | 1 decembrie 2012  | Cel mai bun actor                       | Mads Mikkelsen                         | Nominalizare |
| European Film Awards                                 | 1 decembrie 2012  | Cel mai bun scenariu                    | Thomas Vinterberg, Tobias Lindholm     | Câștigat     |
| European Film Awards                                 | 1 decembrie 2012  | Cea mai bună editare                    | Janus Billeskov Jansen, Anne Østerud   | Nominalizare |
| Golden Globe Awards                                  | 12 ianuarie 2014  | Cel mai bun film străin                 |                                        | Nominalizare |
| Independent Spirit Awards                            | 1 martie 2014     | Cel mai bun film străin                 |                                        | Nominalizare |
| International Online Film Critics' Poll              | 26 ianuarie 2015  | Cel mai bun actor                       | Mads Mikkelsen                         | Nominalizare |
| London Film Critics Circle Awards                    | 20 ianuarie 2013  | Actorul Anului                          | Mads Mikkelsen                         | Nominalizare |
| National Board of Review Awards                      | 4 decembrie 2013  | Filme străine de top                    |                                        | Câștigat     |
| Nordic Council Film Prize                            | 30 octombrie 2013 | Nordic Council Film Prize               | Thomas Vinterberg                      | Câștigat     |
| Online Film Critics Society Awards                   | 16 decembrie 2013 | Cel mai bun actor                       | Mads Mikkelsen                         | Nominalizare |
| Robert Award                                         | 27 ianuarie 2014  | Cel mai bun film danez                  | Thomas Vinterberg                      | Câștigat     |
| Robert Award                                         | 27 ianuarie 2014  | Cel mai bun regizor                     | Thomas Vinterberg                      | Câștigat     |
| Robert Award                                         | 27 ianuarie 2014  | Cel mai bun scenariu                    | Thomas Vinterberg,Tobias Lindholm      | Câștigat     |
| Robert Award                                         | 27 ianuarie 2014  | Cel mai bun actor                       | Mads Mikkelsen                         | Câștigat     |
| Robert Award                                         | 27 ianuarie 2014  | Cel mai bun actor în rol secundar       | Thomas Bo Larsen                       | Nominalizare |
| Robert Award                                         | 27 ianuarie 2014  | BCea mai bună actriță în rol secundar   | Susse Wold                             | Câștigat     |
| Robert Award                                         | 27 ianuarie 2014  | BCea mai bună actriță în rol secundar   | Anne Louise Hassing                    | Nominalizare |
| Robert Award                                         | 27 ianuarie 2014  | Cea mai bună scenografie                | Charlotte Bruus Christensen            | Nominalizare |
| Robert Award                                         | 27 ianuarie 2014  | Cea mai bună editare                    | Anne Østerud, Janus Billeskov Jansen   | Câștigat     |
| Robert Award                                         | 27 ianuarie 2014  | Cea mai bună producție                  | Torben Stig Nielsen                    | Nominalizare |
| Robert Award                                         | 27 ianuarie 2014  | Cele mai bune costume                   | Manon Rasmussen                        | Nominalizare |
| Robert Award                                         | 27 ianuarie 2014  | Cel mai bun machiaj                     | Bjørg Serup                            | Nominalizare |
| Robert Award                                         | 27 ianuarie 2014  | Cel mai bun scenariu original           | Nikolaj Egelund                        | Nominalizare |
| Robert Award                                         | 27 ianuarie 2014  | Cel mai bun sunet                       | Kristian Eidnes Andersen, Thomas Jæger | Nominalizare |
| Robert Award                                         | 27 ianuarie 2014  | Premiul publicului - cea mai bună dramă | Thomas Vinterberg                      | Câștigat     |
| St. Louis Gateway Film Critics Association Awards    | 16 decembrie 2013 | Cel mai bun film străin                 |                                        | Nominalizare |
| San Diego Film Critics Society Awards                | 11 decembrie 2013 | Cel mai bun film străin                 |                                        | Nominalizare |
| Toronto Film Critics Association                     | 16 decembrie 2013 | Cel mai bun film străin                 |                                        | Runner-up    |
| Vancouver International Film Festival                | 12 octombrie 2012 | Rogers People’s Choice Award            | Thomas Vinterberg                      | Câștigat     |
| Washington D.C. Area Film Critics Association Awards | 9 decembrie 2013  | Cel mai bun film străin                 |                                        | Nominalizare |